# Chiesa dell'Arciconfraternita dei Santi Apostoli Pietro e Paolo Basacoena
La chiesa dell'Arciconfraternita dei Santi Apostoli Pietro e Paolo Basacoena (già Santa Maria del Soccorso) è un'antica chiesa di Napoli; sorge nel centro storico, nei quartieri spagnoli in via Girardi.

## Storia
La struttura sorse agli inizi del XVII secolo. Infatti si narra che nel marzo 1602 Carlo Carafa accolse, dopo una messa celebrata dalla chiesa di Santa Maria ad Ogni Bene dei Sette Dolori, una donna, Caterina Valente, con le sue compagne in una casa donata da Ortensio Magnocavallo. Nel 1611 vennero donati settemila e cinquecento scudi, tremila dei quali servirono per acquistare il palazzo adiacente; trasferendosi nel nuovo palazzo adibito a convento vi fondarono il conservatorio dove raccoglievano vergini devote alla religione. Nel decennio francese le monache vennero espulse e non fecero più ritorno, portando con sé anche l'icona della Vergine del soccorso. Dopo la Restaurazione, Ferdinando I di Borbone, concesse l'edificio all'Arciconfraternita dei Santi Apostoli Pietro e Paolo Basacoena, che si adoperò per il restauro della facciata.

## Descrizione
La facciata ottocentesca si svolge secondo due ordini: nel primo, due coppie di lesene composite di ordine corinzio, nel secondo un grande finestrone arcuato. L'interno conserva una navata caratterizzata da elementi propriamente barocchi; in anni recenti, dopo alcuni furti (ad esempio, l'altare maggiore è stato asportato), si è provveduto a trasferire le opere d'arte mobili (la più importante delle quali è la tela con la Madonna del Soccorso di Giovanni Bernardino Azzolino).